# Arcicóllar
Arcicóllar – gmina w Hiszpanii, w prowincji Toledo, w Kastylii-La Mancha, o powierzchni 30,55 km². W 2011 roku gmina liczyła 822 mieszkańców.